# فهرست ناحیه‌های استرالیا
این فهرست مربوط به ناحیه‌های استرالیا می‌باشد و با ایالت‌ها و سرزمین‌های استرالیا متفاوت است. توجه داشته باشید که این ناحیه‌ها به صورت مشخص و سازمان یافته اداره نمی‌شوند.

## نیو ساوت ولز
- کوه‌های آبی
- سنترال کست
- سنترال وست
- فاروست
- هانتر
- لاوارا
- جزیره لوردهو
- نیو انگلند
- مید نورث کست
- نورث وست اسلوپس
- نورتن ریورز
- ریورینا
- اسنوی مونتانیس
- ساوت کست
- ساوترن هیگلندز
- ساوترن تیبلند
- ساوت وست اسلوپس
- سانرایسیا
- سیدنی

## قلمرو شمالی
- آرنهم‌لند
- برکلی تیبل‌لند
- سنترال استرالیا
- کاترین
- تاپ‌اند

## کوئینزلند
- بریزبن
- بوندابرگ کوئینزلند
- راکهمپتن
- هروی بی
- گلدستون
- گلد کست
- مکای
- کوئینزلند جنوب شرق
- ساوترن داون
- سان‌شاین کست
- توومبا
- جزیره‌های تنگه تورس
- تانسویل
- فار نورث کوئیزلند
- وست ساندی

## تاسمانی
- سنترال هیگلندز
- میدلندز تاسمانی
- وست کست تاسمانی